# Dudak Dudağa (singolo)
Dudak Dudağa è l'ultimo singolo di Emre Altuğ a essere estratto nel 2004 dall'album Dudak Dudağa.